# Казна
Казна́ в современном централизованном государстве — средства бюджета и иная государственная собственность, не закреплённая за государственными предприятиями и учреждениями и принадлежащие государству (либо публичному образованию) на праве собственности.
В некоторых странах казна является субъектом гражданского права, не совпадающим с государством.

## История
Исторически, казна — ресурс в форме денежных средств и ценностей, принадлежащих организации, государству или главе государства (например, государева казна, войсковая казна, монастырская казна, запорожская, казацкая казна, домовая казна). Ранее под термином «казна» подразумевалась также совокупность имущественных средств государства в целом, и государство, как юридическое лицо в области имущественных отношений.

## Этимология
Слово «казна» заимствованно из тюркских языков (турецк. xaznä, крымско-татарск. xazna,, татарск. xäzinä). Происхождение слова восходит к арабскому слову хазне — хранилище, сокровищница, от хазана — запасать, хранить. Ранее это слово проникло на территорию Средней Азии и Казахстана, и уже во времена Золотой Орды — на все подвластные ей земли.

Фиксируется в русском языке со второй половины XIV века, в частности, в летописной редакции «Сказания о Мамаевом побоище»:
«Князь же великий, слышав от митрополита, иде в казну свою з братом своим и взем злата много»
Имело как узкий смысл «сокровищница, кладовая, место для хранения имущества», так и значение «имущество, ценности» — например, «мягкая казна» (то есть мех), «пороховая казна». С XIV века также зафиксировано использование термина «казначей», восходящее к тюркской форме с суффиксом «-чи/-джи».

## В России
В Российской Федерации ныне различают казну Российской Федерации, казну каждого из субъектов Федерации, а также казну муниципальных образований.
В казне Российской Федерации выделяют следующие составные части:
- средства федерального бюджета;
- средства Резервного фонда Российской Федерации и ФНБ России;
- средства иных федеральных бюджетных фондов Российской Федерации;

- Алмазный фонд Российской Федерации;
- Росрезерв.

Учёт операций со средствами казны организует и ведёт Федеральное казначейство России.